# Стояние на Угре
Стоя́ние на Угре́ — военные действия в 1480 году между войсками хана Большой Орды Ахмата и войсками великого князя московского Ивана III при поддержке войск вологодского князя Андрея Меньшого и отрядов крымского хана Менгли I Гирея, действовавших в польско-литовских землях для сдерживания войск короля Казимира IV, завершившие свержение монголо-татарского ига на Руси, в частности в её северо-восточной части, где оно держалось дольше всего и где шёл процесс становления единого Русского государства.

## Предыстория
В 1472 году хан Большой Орды Ахмат с большим войском двинулся к границам Великого княжества Московского. Это стало реакцией на присоединение великим князем Иваном III Новгородской земли, на которую Ахмат в 1471 году выдал ярлык польско-литовскому королю Казимиру IV. Хан нанёс удар на неожиданном направлении у Алексина, однако героическая оборона этой небольшой (и в конечном итоге павшей) крепости позволила выиграть время. К избранному Ахматом месту переправы подтянулись русские полки, которые в битве под Алексином сорвали все попытки войск Большой Орды форсировать Оку.
Согласно традиционному повествованию, в 1476 году Иван III прекратил уплату дани Орде, а в 1480 году отказался признать зависимость Руси от неё. Несмотря на это, по мнению американского историка Чарльза Гальперина, отсутствие в летописях свидетельств, фиксирующих точную дату прекращения выплаты дани, не позволяет доказать, что дань прекратили уплачивать в 1476 году; датировка же и сама подлинность ярлыка хана Ахмата великому князю Ивану III, содержащего сведения о прекращении уплаты дани, остаётся предметом дискуссий в академической среде. Согласно Вологодско-Пермской летописи, хан Ахмат в 1480 году в ходе переговоров упрекал Ивана III в неуплате дани девятый год. На основании, в частности, этого документа А. А. Горский сделал вывод о прекращении выплаты дани в 1472 году, накануне сражения под Алексином.
Хан Ахмат, занятый борьбой с Крымским ханством, возобновил активные действия против Русского государства лишь в 1480 году. Ему удалось договориться с королём Казимиром IV о военной помощи. Тем временем Псковская земля в начале 1480 года подверглась нападениям Ливонского ордена. Ливонский хронист сообщал, что магистр Бернхард фон дер Борг «…собрал такую силу народа против русского, какой никогда не собирал ни один магистр ни до него, ни после… Этот магистр был вовлечён в войну с русскими, ополчился против них и собрал 100 тысяч человек войска из заграничных и туземных воинов и крестьян; с этим народом он напал на Россию и выжег предместья Пскова, ничего более не сделав».
В январе 1480 года против Ивана III восстали его братья Борис Волоцкий и Андрей Большой, обвинившие великого князя в ущемлении своих удельных прав.

## Ход событий 1480 года

### Начало военных действий
Используя сложившуюся обстановку, хан Ахмат в июне 1480 года организовал разведку правого берега реки Оки, а осенью выступил с основными силами.
«Того же лета, злоименитый царь Ахмат… поиде на православное христьяньство, на Русь, на святые церкви и на великого князя, похваляся разорити святые церкви и все православие пленити и самого великого князя, яко же при Батый беше».
Боярская верхушка в Великом княжестве Московском раскололась на две группы: одна, «сребролюбцев богатых и брюхатых», во главе с окольничими Иваном Ощерой и Григорием Мамоном, советовала Ивану III спасаться бегством; другая же отстаивала необходимость борьбы с Ордой. Возможно, на Ивана III повлияла позиция москвичей, которые требовали от великого князя решительных действий.
Иван III начал стягивать войска к берегам Оки, отправив своего брата, вологодского князя Андрея Меньшого, в его вотчину, Тарусу, а сына Ивана Молодого в Серпухов. Сам великий князь прибыл 23 июня к Коломне, где и остановился в ожидании дальнейшего хода событий. В тот же день из Владимира в Москву была привезена чудотворная Владимирская икона Божией Матери, с заступничеством которой связывали спасение Руси от войск Тамерлана ещё в 1395 году.
Тем временем, войска хана Ахмата беспрепятственно двигались по территории Великого княжества Литовского и в сопровождении литовских проводников через Мценск, Одоев и Любутск к Воротынску. Здесь хан ожидал помощи от короля Казимира IV, но так её и не дождался. Крымские татары, союзники Ивана III, отвлекли литовские войска, напав на Подолье. Зная, что на Оке его ожидают русские полки, хан Ахмат решил, пройдя по литовским землям, вторгнуться на русскую территорию через реку Угру. Великий князь Иван III, получив сведения о таких намерениях, направил своего сына Ивана и брата Андрея Меньшого к Калуге и к берегу Угры. Однако, по мнению Майкла Ходарковски, хан Ахмат не имел намерения использовать эффект внезапности и разорять Московское княжество, полагаясь вместо этого на традиционную тактику запугивания превосходящим числом войск и вынуждения к подчинению.

### Стояние на Угре
30 сентября Иван III вернулся из Коломны в Москву «на совет и думу» с митрополитом и боярами. Великий князь получил единодушный ответ, «чтобы стоял крепко за православное христьяньство противу безсерменству». В те же дни к Ивану III пришли послы от Андрея Большого и Бориса Волоцкого, которые заявили о прекращении мятежа. Великий князь простил братьев и повелел им двигаться со своими полками к Оке. 3 октября Иван III оставил Москву и направился к городу Кременец (сейчас село Кременское Медынского района Калужской области), где остался с небольшим отрядом, а остальные войска отправил к берегу Угры, которая на тот момент (в соответствии с Угорским договором 1408 года) была границей между Московским и Литовским княжествами. При этом русские войска растянулись вдоль реки тонкой линией на целых 60 вёрст. Тем временем, не удалась попытка одного из отрядов хана Ахмата форсировать Угру в районе Опакова, где она была отбита.
8 октября сам хан Ахмат попытался форсировать Угру, но его атака была отбита силами Ивана Молодого.
«И приидоша татарове и начаша стреляти москвичь, а москвичи начаша на них стреляти и пищали пущати и многих побиша татар стрелами и пильщалми и отбиша их от брега…».
Это произошло в районе пятикилометрового участка Угры, вверх от её устья, до впадения в неё реки Росвянки. Впоследствии попытки ордынцев переправиться продолжались несколько дней, отбивались огнём русской артиллерии и не принесли войскам хана Ахмата желаемого успеха. Они отступили на две версты от Угры и встали в Лузе. Войска Ивана III заняли оборонительные позиции на противоположном берегу реки. Началось знаменитое «стояние на Угре». Периодически вспыхивали перестрелки, но на серьёзную атаку ни одна из сторон не решалась.
В таком положении начались переговоры. Ахмат потребовал, чтобы к нему с изъявлением покорности явился сам великий князь или его сын, или по крайней мере его брат, а также, чтобы русские выплатили дань, которую задолжали за семь лет. В качестве посольства Иван III отправил опытного боярина Ивана Фёдоровича Товаркова-Уса «сотоварищи с подарками». Со стороны Ивана требования дани были отклонены, подарки Ахматом не были приняты — переговоры прервались. Вполне возможно, что Иван пошёл на них, стремясь выиграть время, поскольку ситуация медленно менялась в его пользу, так как
- на подходе были силы Андрея Большого и Бориса Волоцкого;
- крымский хан Менгли I Герай, выполняя своё обещание, напал на Подолье, южные земли Великого княжества Литовского, и Ахмат уже не мог рассчитывать на помощь Казимира IV;
- преимущественно конное ордынское войско в качестве провианта использовало в основном овец, стада которых следовали в обозе; большое количество лошадей и скота в течение длительного стояния на одном месте опустошили все запасы корма в окру́ге, и войско начало испытывать острый недостаток в фураже; русские воины (преимущественно, пехота) снабжались мукой и зерном из великокняжеских складов;
- в ордынском войске началась и стала набирать силу эпидемия повальной болезни (по описанным в летописях признакам[8], предположительно дизентерии), русских эпидемия не затронула;
- «ничейный» исход противостояния вполне устраивал Ивана, в то время как для Ахмата, инициатора военных действий, такой исход был равносилен поражению.

В эти же дни, 15—20 октября, Ивану III пришло пламенное послание архиепископа Ростовского Вассиана с призывом последовать примеру прежде бывших князей:
«…которые не только обороняли Русскую землю от поганых (то есть не христиан), но и иные страны подчиняли… Только мужайся и крепись, духовный сын мой, как добрый воин Христов по великому слову Господа нашего в Евангелии: „Ты пастырь добрый. Пастырь добрый полагает жизнь свою за овец“…»

### Рейд на Новый Сарай
Узнав, что хан Ахмат, стремясь добиться численного преимущества, максимально мобилизовал Большую Орду, так что на её территории не оставалось значительных резервов войск, Иван III выделил небольшой, но боеспособный отряд, под командованием князя Василия Ноздроватого-Звенигородского, который на челнах спустился по Оке, затем по Волге до её низовий и разгромил столицу Большой Орды Новый Сарай. В этой экспедиции принимал участие и крымский царевич Нур-Девлет со своими нукерами.

### Окончание противостояния
Наступление холодов и предстоящий ледостав заставили Ивана III изменить прежнюю тактику по недопущению переправы ордынцев через Угру растянутым на 60 вёрст русским войском. 28 октября 1480 года великий князь решил отводить войска к Кременцу и далее сосредоточить их у Боровска, чтобы там в благоприятной обстановке дать сражение. Хан Ахмат, узнав, что в его глубоком тылу действует диверсионный отряд князя Ноздроватого и крымского царевича Нур-Девлета (возможно, он также получил сведения о готовящемся нападении ногайских татар), а также испытывая недостаток продовольствия и фуража, не решился идти вслед русским и в конце октября — первых числах ноября также начал отводить свои войска. 11 ноября хан Ахмат принял решение отправиться назад в Орду. На обратном пути ордынцы разграбили посады и округи 12 литовских городов (Мценска, Серпейска, Козельска и других), что являлось местью королю Казимиру IV за неоказанную военную помощь.
Мацей Стрыковский объясняет провал кампании тем, что Иван III, когда войска Ахмата уже подошли к реке, отправил богатые дары «гетману царскому князю Тимиру», который стал отговаривать хана от битвы с московским войском. Последний все же послушался и отступил, после чего «Тымир гетман его, за подарки князя великого, зарезал» Ахмата.

Позже Шейх-Ахмед в послании Александру Казимировичу писал, что отступление ханских воиск произошло из-за настойчивого отговаривания ордынскими войсками хана, которые апеллировали тем, что поляки так и не пришли.
«На Ивана гневаючысе, царъ, отецъ нашъ, всел на конь, и вашъ отец, королъ, на тот рокъ не пошолъ. Ино нашы уланы и кн(я)зи отцу нашому молвили: Иван и твои холопъ, и королевъ естъ, ино корол на тот рокъ с тобою не пошол, и ты вернисе… И взяли отца моего за повод и вер нули. А потом на отца нашого Божъя ся воля стала».

## Итоги
Для тех, кто наблюдал со стороны за тем, как оба войска почти одновременно (в течение двух дней) повернули вспять, не доведя дело до решающей битвы, это событие казалось либо странным, мистическим, либо получало упрощённое объяснение: противники испугались друг друга, опасаясь принять сражение. На Руси же современники приписывали это чудесному заступничеству Богородицы, которая спасла Русскую землю от разорения. Видимо и поэтому реку Угру стали называть «поясом Богородицы». Великий князь Иван III со всем воинством вернулся в Москву, «и возрадовашася, и возвеселишася все людие радостию велиею зело».
Иначе были восприняты результаты «стояния» в Орде. 6 января 1481 года хан Ахмат был убит в результате внезапного нападения тюменского хана Ибака совместно с ногайскими мурзами (вероятно, совершённого по предварительному согласованию с Иваном III) на степную ставку, в которую Ахмат удалился из Сарая, вероятно, опасаясь покушений. В Большой Орде началась междоусобица.
В «Стоянии на Угре» русское войско применило новые тактические и стратегические приёмы:
- согласованные действия с союзником, крымским ханом Менгли I Гиреем, отвлёкшие от столкновения военные силы польского короля Казимира IV;
- отправка Иваном III в тыл хана Ахмата в Большую Орду по Волге отряда для разорения незащищённой ханской столицы, что было новой военно-тактической уловкой и застало ордынцев врасплох;
- удавшаяся попытка Ивана III избежать военного столкновения, в котором не было ни военной, ни политической необходимости — Орда была сильно ослаблена, её дни как государства были сочтены.

Традиционно считается, что «стояние» положило конец монголо-татарскому игу. Ряд исследователей считает, что фактическую независимость Русь обрела значительно раньше, а в 1472 и 1480 годах Ахмат-хан лишь безрезультатно попытался восстановить владычество орды над ней. В 1480 же году Русское государство стало суверенным не только фактически, но и формально. На Руси это было воспринято как начало новой исторической эпохи. С того времени начался и экономический подъём Русского государства. Ранее выплачиваемая орде дань и механизм для её сбора отныне использовались на его нужды.
Дипломатические усилия Ивана III предотвратили вступление в войну Польши и Литвы. Свою лепту в спасение Руси внесли и псковичи, к осени остановившие немецкое наступление.
Обретение политической независимости от Орды, наряду с распространением влияния Москвы на Казанское ханство (1487), сыграло роль в последующем переходе под власть Москвы части земель, находившихся под властью Великого княжества Литовского. В 1502 году, когда Иван III из дипломатических соображений «льстиво» признал себя холопом хана Большой Орды, её ослабленное войско было разгромлено крымским ханом Менгли I Гиреем, а сама Орда прекратила своё существование.
В российской историографии термин «татарское иго», равно как и положение о его свержении Иваном III, берёт своё начало от Н. М. Карамзина, применившего слово «иго» в виде художественного эпитета в первоначальном значении «хомута, надетого на шею» («склонили выю под иго варваров»), возможно, позаимствовавшего этот термин у польского автора XVI века Мацея Меховского.
Ряд современных американских исследователей отрицает за «Стоянием на Угре» историческую значимость, выходящую за рядовой дипломатический инцидент, а его связь со свержением ордынского ига (как и само понятие «татарское иго») рассматривают как историографический миф. Так, по мнению Дональда Островски, выплата дани хоть и сократилась в семь раз, но не прекратилась, а остальные изменения коснулись лишь чеканки монет. Обвинение в пассивности по отношению к Орде, выдвинутое Ивану III в «Послании на Угру» архиепископом Вассианом, он считает свидетельством того, что современники не видели качественных изменений в положении Великого княжества Московского. Чарльз Гальперин полагает, что в 1480 году не было текстов, в которых поднимался вопрос о русском освобождении от татарского ига (это касается и «Послания на Угру», датировка которого 1480 годом к тому же не бесспорна).
В противовес данному мнению, В. Н. Рудаков пишет о серьёзной борьбе в окружении Ивана III между теми, кто полагал, что великий князь имеет право встать на борьбу с «безбожным царём», и теми, кто ему в таком праве отказывал.
Между тем польский хронист Ян Длугош, умерший в мае 1480 года, то есть до событий на Угре, говорил о состоявшемся свержении Иваном «варварского ига». А. А. Горский, также обращая внимание на отсутствие в исторических источниках до середины XVI века связи между 1480 годом и освобождением от многолетней зависимости, полагает, что решающая битва, де-факто положившая конец ордынскому владычеству, произошла в 1472 году под Алексином. Такое же мнение высказывал ранее и советский историк А. К. Леонтьев.
Майкл Ходарковски указывает, что сами действующие лица также гораздо более скромно оценивали масштаб произошедшего: «Ахмат-хан пошел на меня, но всемилостивый Бог пожелал спасти нас от него и сделал так», — писал Иван III в 1481 году в письме крымскому хану Менгли I Гирею; существенным историк полагает и то, что в ярлыке Ахмата Ивану III (вне зависимости от того, признавать ли его подлинность) хан объясняет своё отступление тем, что его люди не имели одежды, а кони — попон, а не успехами великокняжеской армии.
Свержение «ордынского ига», представление о котором проистекает ещё из библейских текстов о «вавилонском пленении», и в том или ином виде встречается в русских источниках с XIII века, применялось к событиям 1480 года начиная с «Казанской истории» (не ранее 1560-х годов). Статус последнего и решающего противостояния река Угра обрела от историографов XVI века по той причине, что она явилась последним крупным вторжением Большой Орды на земли Московского княжества.

## Память

#### Памятные места
Стела «Противостояние татаро-монгольскому игу» находится напротив села Знаменка Угранского района Смоленской области, в то же время местонахождение объекта культурного наследия относится к Великопольевскому сельскому поселению.
В 1980 году во время празднования 500-летия Стояния на Угре на берегу реки в Калужской области был открыт памятник в честь этого знаменательного события российской истории.
В 2014 году в селе Дворцы Калужской области был открыт музей-диорама «Великое стояние на Угре».
В 2024 году музыкальный исполнитель Отзвуки Нейтрона выпустил песню "Стояние на Угре" посвященную этому событию.

#### Споры
В 2017 году губернатор Калужской области Анатолий Артамонов предложил отмечать 11 ноября 1480 г. в качестве всероссийской памятной даты.
«Наше предложение вовсе не означает, что 11 ноября должно быть еще одним выходным днем, но эта дата заслуживает признательности потомков, как и фигура великого князя Московского Ивана III, благодаря которому были заложены основы независимого Российского государства. Впервые Иваном Великим был проявлен его и государственный, и полководческий талант, когда заслали в тыл противнику боеспособные отряды, которые изнутри разрушили орду, и Ахмат вынужден был уйти с территории нашего государства.»
В 2019 году Артамонов заявил о широкой поддержке данной инициативы:
«В вопросе увековечивания исторического события с нами солидарно абсолютное большинство жителей нашей страны. Нас поддерживают федеральные министерства, фракции в Госдуме, Российская академия наук, исследовательский институт, другие ведомства. И главное — нас поддержал в этой нашей инициативе президент страны Владимир Владимирович Путин», — заявил Артамонов 11 ноября во время торжественных мероприятий, посвященных победному окончанию Великого стояния на реке Угре.
Против предложения калужских властей выступили отдельные политики и представители мусульманского духовенства в Татарстане. Суть некоторых из их претензий сводится к тому, что установление памятной даты 11 ноября будет способствовать созданию отрицательного образа татар.
Против также высказался Госсовет Татарстана.
«Понятно, что в Калужской области проводится историческая реконструкция этого события, все это надо как-то узаконить, но для того, чтобы сделать туристически привлекательным этот регион, нам портить отношения между народами нельзя», — заявил депутат Госсовета Республики Татарстан Ильшат Аминов.
В настоящее время памятная дата носит региональный характер.

## Споры о месте
Историки спорят о том, где же на Угре было Стояние. Называют и район под Опаковым городищем, и село Городец, и место слияния Угры с Окой. «К устью Угры вдоль её правого, „литовского“ берега тянулась сухопутная дорога из Вязьмы, по которой ожидалась литовская помощь и которую ордынцы могли использовать для манёвров. Даже в середине XIX в. российский генеральный штаб рекомендовал эту дорогу для передвижения войск от Вязьмы к Калуге», — пишет историк Вадим Каргалов.
С учётом того, что дорога из Вязьмы пересекает реку Угру в районе села Знаменка Угранского района Смоленской области, можно предположить, что на левом берегу находилось русское войско или один из отрядов русского войска. Во всяком случае, хану Ахмату не удалось соединиться с союзниками. Одной из причин этого могли быть действия русского войска по перехвату стратегических коммуникаций (в данном случае дороги из Вязьмы). Таким образом, по мнению М. Несина, протяжённость Стояния на реке Угре в 60 вёрст (64 км) начинается в Смоленской области и заканчивается в Калужской области.